# Engelmar Hubert Unzeitig
Blahoslavený Engelmar Hubert Unzeitig, CMM (1. března 1911 Hradec nad Svitavou – 2. března 1945 Koncentrační tábor Dachau) byl katolický kněz a řeholník z řad sudetských Němců a odpůrce nacismu. Zemřel krátce před osvobozením v koncentračním táboře Dachau, přičemž některými spoluvězni byl považován za světce a nazýván Anděl z Dachau.

## Život
Hubert Unzeitig se narodil v Hradci nad Svitavou (tehdy se ovšem obec ještě jmenovala Greifendorf). Svátost biřmování přijal ve Svitavách. Studoval na gymnáziu Kongregace marianhillských misionářů v Reimlingenu a posléze (po noviciátě v Holandsku) i na univerzitě ve Würzburgu. Po vstupu do řádu přijal jméno Engelmar. Kněžské svěcení obdržel 6. srpna 1939. Na podzim 1940 jej Kongregace poskytla jakožto výpomoc pro farní správu Sudet lineckému biskupovi Gfölnerovi, který ho ustanovil farářem v Zadní Zvonkové.
Unzeitig ve svých kázáních opakovaně napadal nacismus a jeho pronásledování Židů a katolické církve. V dubnu 1941 byl zatčen gestapem a po krátkém věznění v Linci poslán do koncentračního tábora u Dachau. Zde se naučil rusky, aby mohl pomáhat ruským zajatcům. Některé z nich svým příkladným životem dokonce přivedl ke konverzi ke křesťanství. Koncem roku 1944 v táboře vypukla epidemie skvrnitého tyfu a páter Unzeitig se podílel na ošetřování nakažených, kterým též uděloval pomazání nemocných. Sám se nakazil a zemřel.

## Kanonizace
26. června 1991 byl ve Würzburgu zahájen Unzeitigův kanonizační proces. Jeho druhá fáze, beatifikace, byla oficiálně započata ve Vatikánu v květnu 1999. V prosinci 2009 papež Benedikt XVI. potvrdil Unzeitigovy hrdinské ctnosti, což je předpokladem pro jeho blahořečení.
Dne 21. ledna 2016 uznal papež František jeho mučednictví a tím se mu otevřela cesta k blahořečení.
24. září 2016 byl v bavorském Würzburgu blahořečen. Obřadu předsedal jménem papeže Františka kardinál Angelo Amato.